# Bahnhof Berlin Mexikoplatz
Der Bahnhof Berlin Mexikoplatz liegt im südwestlichen Berliner Ortsteil Zehlendorf und wird von der Linie S1 der Berliner S-Bahn angefahren. Er trägt seinen Namen nach dem davor liegenden gleichnamigen Platz. Der im Jugendstil erbaute Bahnhof mit seiner markanten Kuppel steht heute unter Denkmalschutz. Im Betriebsstellenverzeichnis wird Berlin-Mexikoplatz als BMEX geführt.

## Geschichte

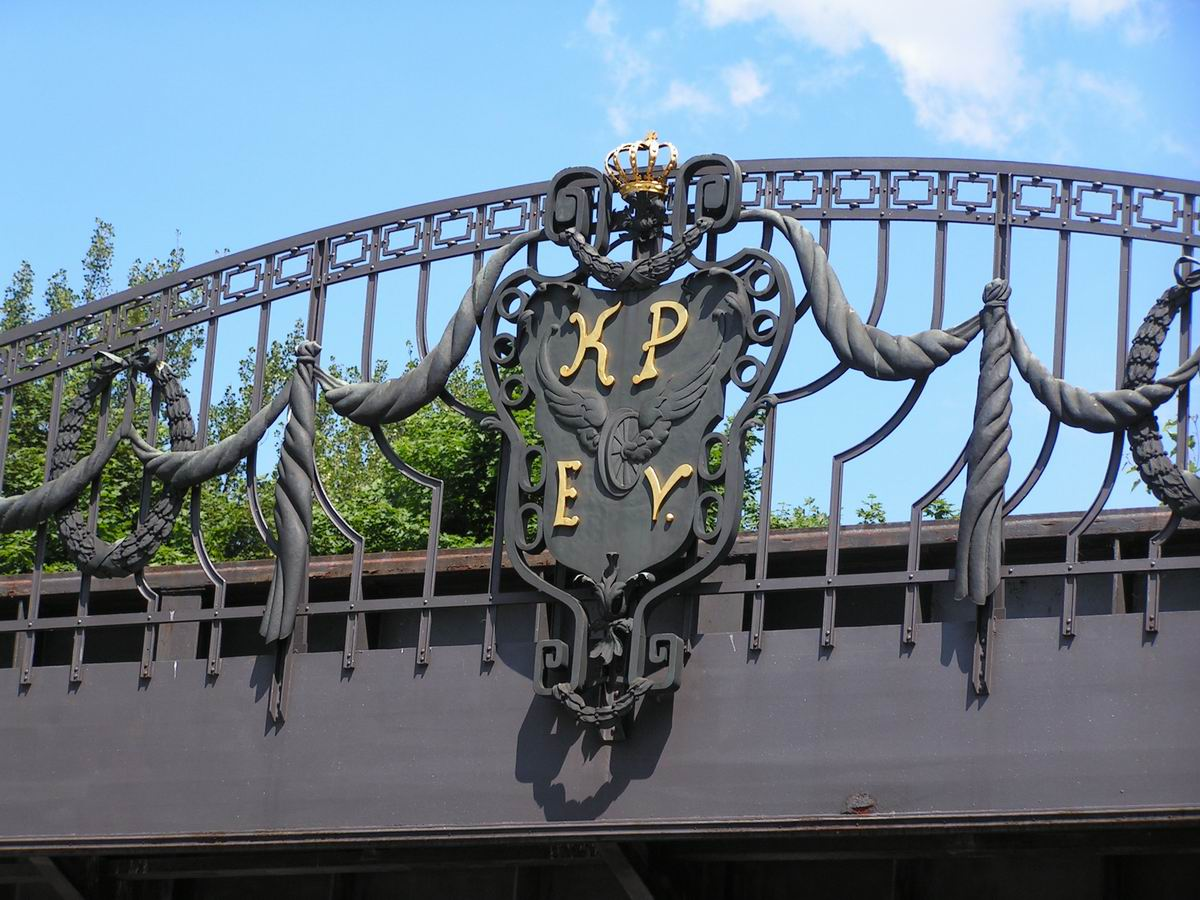
KPEV-Wappen an der Eisenbahnbrücke

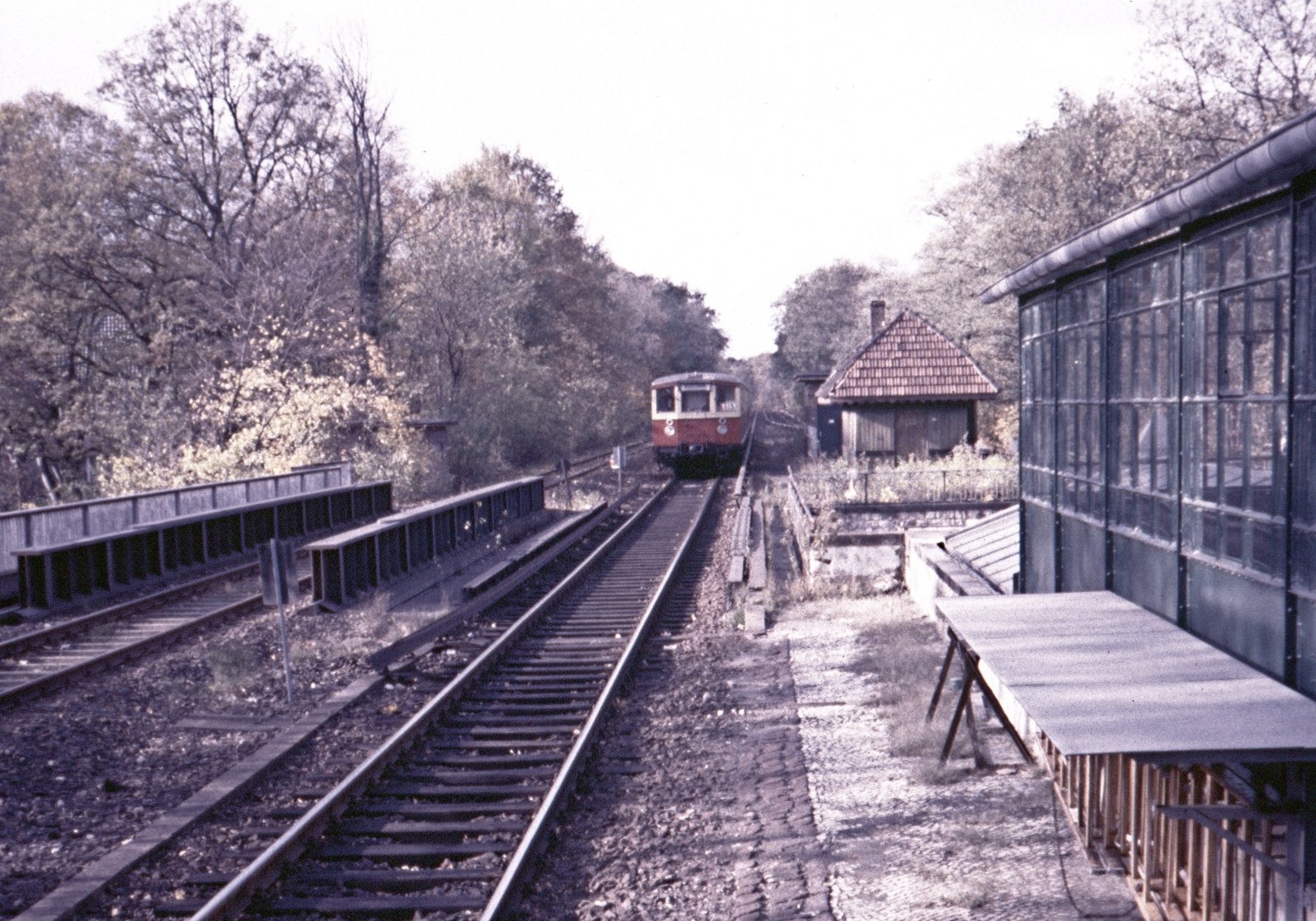
Zug der Baureihe 275 der BVG bei der Einfahrt in den S-Bahnhof Lindenthaler Allee, 1986

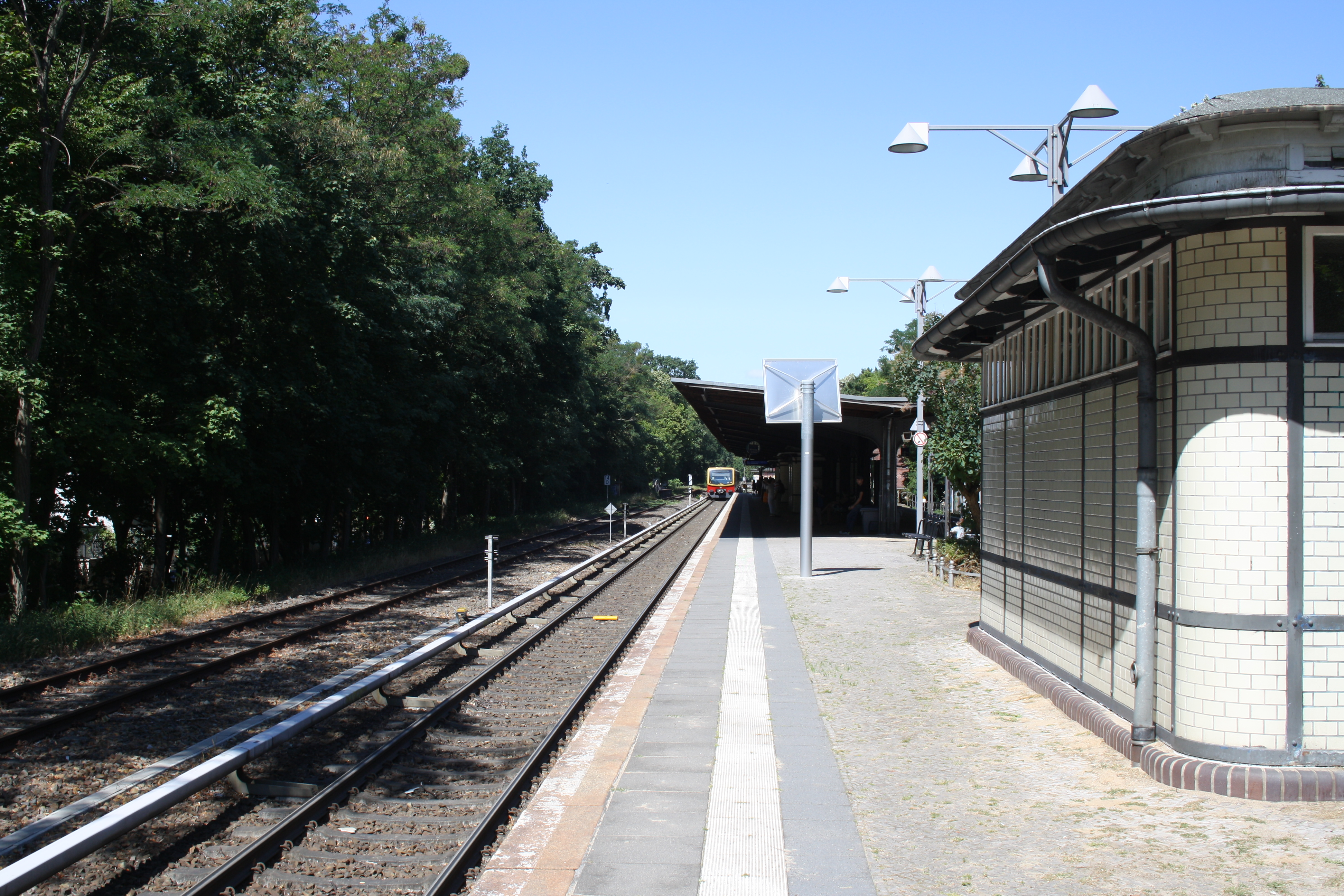
Bahnsteig mit einfahrendem Zug der Baureihe 481

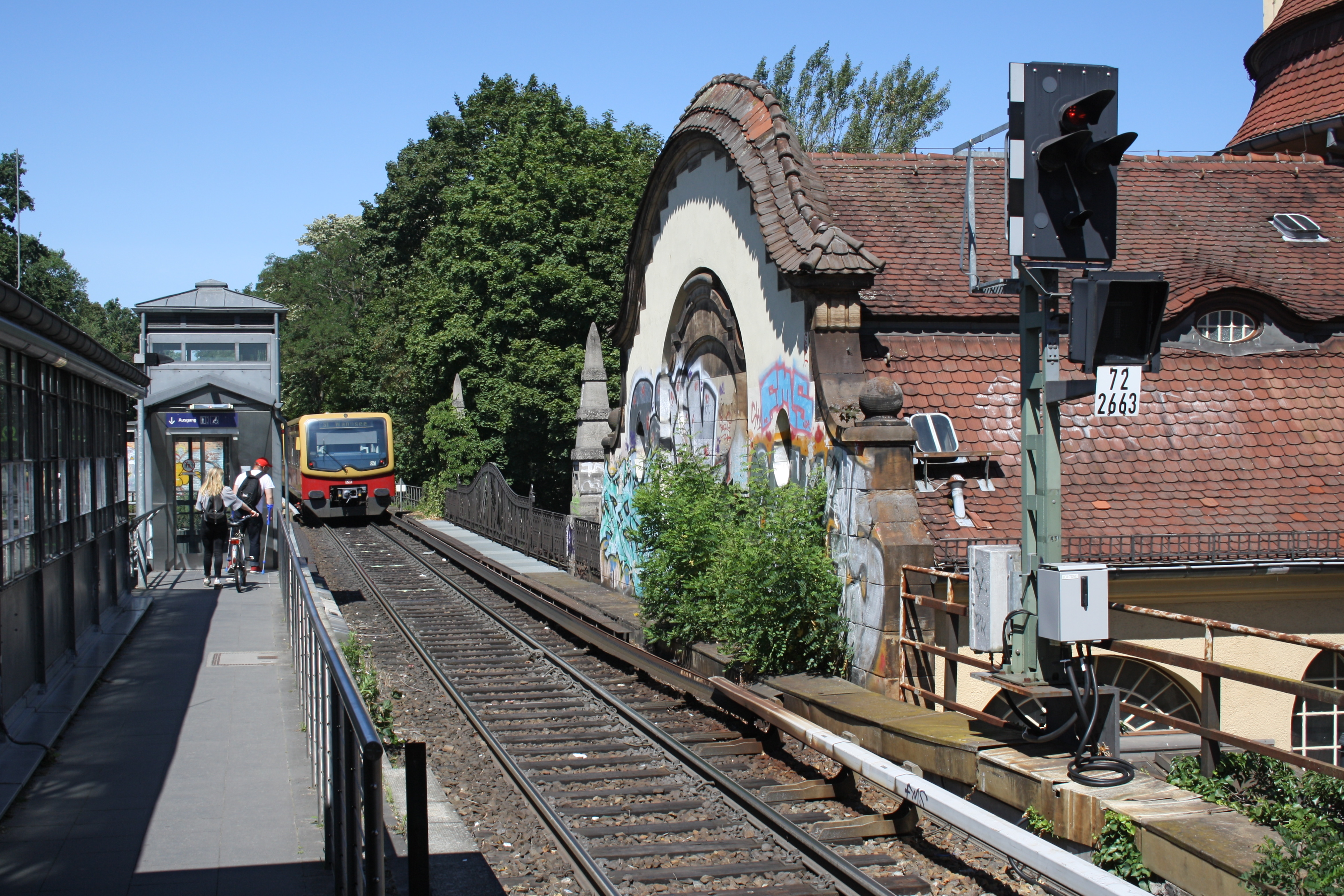
Gleis in Richtung Wannsee zwischen Zugangsanlage und Empfangsgebäude

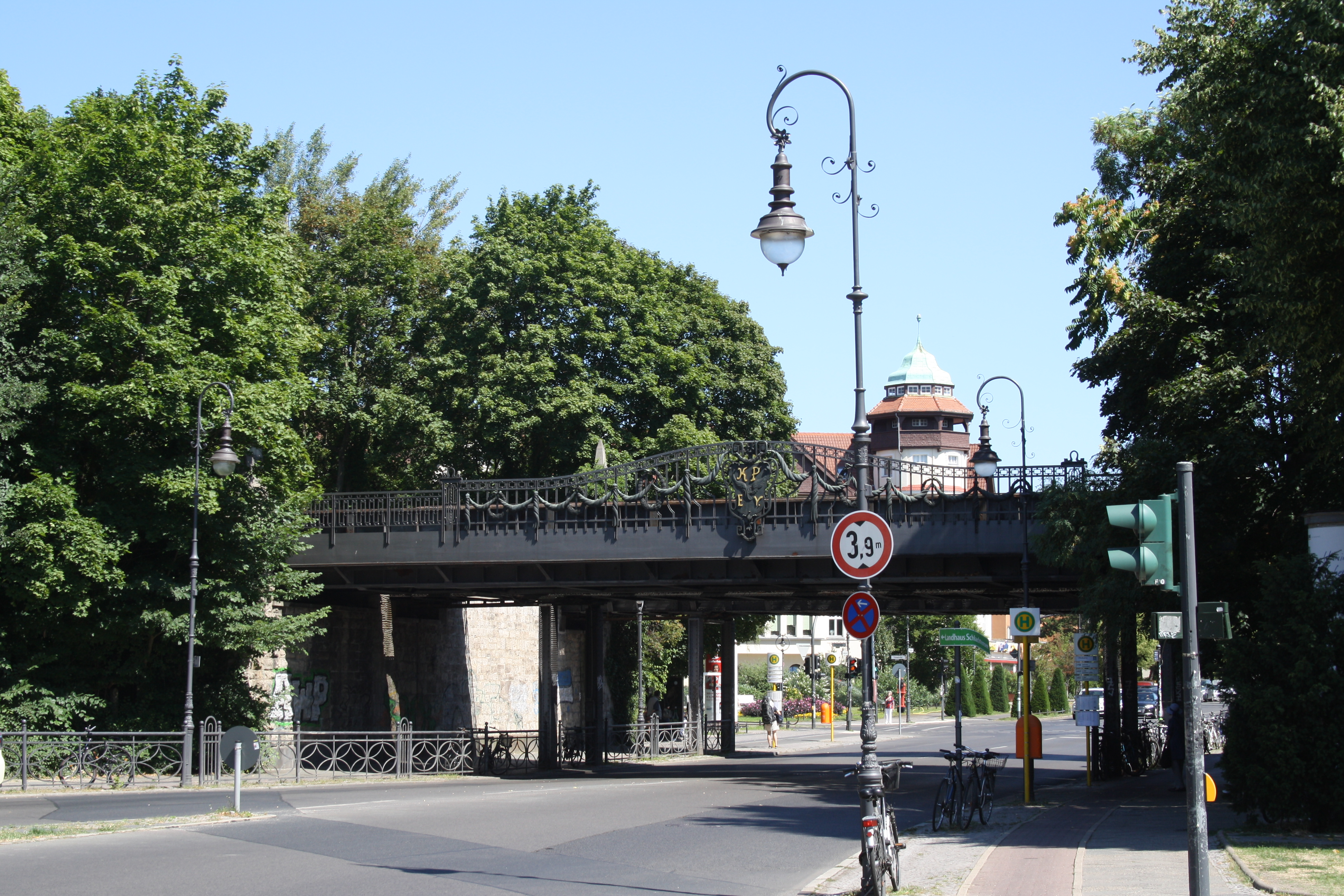
Bahnbrücke über die Lindenthaler Allee

Gebaut nach Plänen der Architekten Hart & Lesser wurde der Bahnhof am 1. November 1904 unter dem Namen Zehlendorf-Beerenstraße eröffnet. Sieben Jahre später, am 15. Dezember 1911, folgte die erste Umbenennung in Zehlendorf-West. Am 15. Mai 1933 wurde der Bahnhof auf elektrischen Zugbetrieb umgestellt.
Ein interessantes Detail ist ein in schmückender Weise in Schmiedeeisen ausgearbeitetes Emblem mit den Buchstaben „KPEV“ an der nordwestlich unmittelbar anschließenden Bahnbrücke über die Lindenthaler Allee. Die Buchstaben dieses ehemals in verschiedenen Varianten verbreiteten Emblems stehen für die Königlich Preußische Eisenbahn-Verwaltung, womit die Zugehörigkeit zu den Preußischen Staatseisenbahnen angezeigt wurde.
Die Brücke wurde als eine der ersten Deutschlands im März 1934 unter Zuhilfenahme des Röntgen-Brückenmesszuges überprüft, wobei unter dem Farbanstrich mit Schlosserkitt verklebte Schweißnähte entdeckt wurden. Die Rekonstruktion des Brückengeländers mit dem schmückenden Wappen erfolgte im Zusammenhang mit der Wiederherstellung der gesamten Platzanlage anlässlich der 750-Jahr-Feier Berlins im Jahr 1987 durch das Architekturbüro Stuhlemmer.
Ende der 1950er Jahre erfolgte die zweite Umbenennung. Ab dem 28. September 1958 hieß der Bahnhof Lindenthaler Allee. Am 18. September 1980 wurde der Bahnhof nach dem Streik der Reichsbahner stillgelegt.
Am 1. Februar 1985 wurde der Bahnhof von der BVG wiedereröffnet. Zwei Jahre später, am 7. März 1987, erfolgte die dritte, noch heute gültige Umbenennung in S-Bahnhof Mexikoplatz. Der namengebende Platz erhielt bereits am 23. September 1959 seinen heutigen Namen. Zwischenzeitlich wurde von der BVG auch die Schreibweise Mexicoplatz (mit „c“) benutzt.
Am 1. Juni 2001 verkaufte das Bundeseisenbahnvermögen das Bahnhofsgebäude an zwei Berliner Geschäftsleute. Die Buchhandlung im Empfangsgebäude, eine Institution mit 25-jähriger Tradition, die in der Halle regelmäßig Lesungen und Diskussionsforen veranstaltete, wurde geschlossen. Die Bürgerinitiative Kulturbahnhof Mexikoplatz setzte sich erfolglos für den Erhalt des Bahnhofs „als kulturellen Treffpunkt“ ein.

## Zukunft
Nach der geplanten Verlängerung der Linie U3 würde der Bahnhof Mexikoplatz als Umsteigepunkt zwischen der S-Bahn (Wannseebahn) und der U-Bahn an Bedeutung gewinnen. Trotz der Festschreibung in Flächennutzungsplänen war die Ausführung der Planung eine Zeit lang ungewiss. Geplant war ursprünglich, dass die Züge am unterirdischen Bahnhof am Bahnsteig enden und von dort wieder zurückfahren, ähnlich wie am Bahnhof Ruhleben (Linie U2) und am Innsbrucker Platz (Linie U4). Die Kehranlage am Bahnhof Krumme Lanke soll bestehen bleiben. Eine mögliche weitere Verlängerung der Linie U3 über den Mexikoplatz in Richtung Kleinmachnow hinaus wurde aufgrund der prognostizierten geringen Fahrgastzahlen aufgegeben. Im Dezember 2022 schrieb das Land Berlin Generalleistungen aus. Aus diesen Planungen geht hervor, dass ein Mittelbahnsteig westlich des Mexikoplatzes, nachdem die U3 die Trasse der S1 kreuzt, mit einer an den Bahnsteig anknüpfenden, dreigleisigen Abstell- und Kehranlage vorgesehen ist. Geplant ist zudem einen Übergang zwischen den beiden Verkehrsmitteln in das bestehende Bauwerk der S-Bahn zu integrieren. Der Zuschlag für die Generalleistungen soll im März 2023 erfolgen, ein Baubeginn wird für das Jahr 2026 avisiert, wobei die Bauzeit mit fünf Jahren geplant wird.

## Anbindung
Der S-Bahnhof wird von der Linie S1 der S-Bahn im Zuge der ehemaligen Wannseebahn befahren. Es bestehen Umsteigemöglichkeiten zu den Omnibuslinien der BVG und der regiobus Potsdam Mittelmark.
| Linie | Verlauf |
| ----- | --- |
|       | Oranienburg – Lehnitz – Borgsdorf – Birkenwerder – Hohen Neuendorf – Frohnau – Hermsdorf – Waidmannslust – Wittenau (Wilhelmsruher Damm) – Wilhelmsruh – Schönholz – Wollankstraße – Bornholmer Straße – Gesundbrunnen – Humboldthain – Nordbahnhof – Oranienburger Straße – Friedrichstraße – Brandenburger Tor – Potsdamer Platz – Anhalter Bahnhof – Yorckstraße (Großgörschenstraße) – Julius-Leber-Brücke – Schöneberg – Friedenau – Feuerbachstraße – Rathaus Steglitz – Botanischer Garten – Lichterfelde West – Sundgauer Straße – Zehlendorf – Mexikoplatz – Schlachtensee – Nikolassee – Wannsee |